# Eva Berggrén
För skulptören, se Eva Berggren.
Eva Maria Berggrén, född Lidman den 4 december 1925 i Danderyd, död den 29 juni 2009 i Stockholm, var en svensk författare som skrev ett par romaner på 1950-talet och medverkade med flera noveller, bland annat i Bengt Anderbergs serie Kärlek volym 1–14.
Eva Berggrén var dotter till författaren Sven Lidman i dennes äktenskap med Brita Otterdahl och hon har beskrivit sin uppväxt i frikyrklig miljö. Berggrén var från 1949 gift med Olof Teodor Dahlbom Berggrén (1923–2002). Makarna är begravda på Råcksta begravningsplats.